# Чарлі Бейкер
Двейн Чарльз «Чарлі» Бейкер-молодший (англ. Charles Duane «Charlie» Baker, Jr.; нар. 13 листопада 1956, Ельмайра, Нью-Йорк) — американський політик з Республіканської партії, губернатор штату Массачусетс з січня 2015 до січня 2023 року. Обраний президент Національної асоціації студентського спорту, обійме посаду 1 березня 2023 року.
Виріс у Нідамі (Массачусетс). Закінчив Гарвардський коледж, отримав ступінь магістра ділового адміністрування у Вищій школі менеджменту Північно-Західного університету. Працював у адміністрації штату Массачусетс, був генеральним директором Harvard Pilgrim Health Care.
Підтримує фіскальний консерватизм і соціал-лібералізм.
Одружений, має трьох дітей.